# Rita Razmaitė
Rita Razmaitė (Kretinga, 20 juni 1967) is een wielrenster uit Litouwen.
Op de Olympische Zomerspelen van 1992 in Barcelona nam Razmaitė voor Litouwen deel aan het baanonderdeel sprint.
Vier jaar later, op de Olympische Zomerspelen van Atlanta in 1996 reed ze naast de sprint ook de puntenrace.